# 몽골늑대
몽골늑대(영어: Mongolian wolf; 학명: Canis lupus chanco) 또는 티베트늑대(Tibetan wolf) 또는 히말라야늑대(Himalayan wolf)는 러시아 동부, 중앙아시아, 몽골, 인도, 부탄을 포함한 히말라야산맥 북부 지역에 서식하고 있는 회색늑대의 아종 중 하나이다. 이 늑대 아종은 안정적인 개체수 동향과 상대적으로 광범위한 서식지 때문에 2004년부터 IUCN이 관심 필요에 등급에 포함되었다. 국내에서도 멸종위기 야생생물 1급으로 지정되어 있다.
한반도에 살았거나 살고있는 호랑이, 표범, 삵은 시베리아 호랑이, 아무르 표범, 아무르 삵이었지만, 호랑이, 표범, 삵이라는 단어는 지역별 아종이 아닌 전체 종 단위로 사용되는 것처럼, 한반도에 몽골 늑대라는 회색늑대 쓰는 게 맞는 용법이다.
몽골늑대는 늑대의 최근에 이전 아종을 더 적은 범위에서 새로운 이름으로 지정하는 경향에 따라 동종으로 분류하기도 한다. 몽골늑대는 일부 과학자들이 모두 그렇지 않은 다른 늑대의 아종에 비해 작은 크기, 하악골 형태 등으로 개와 가까운 계열로 추측한다.
육식성이어서 주로 사슴, 멧돼지, 돼지, 양, 염소, 송아지, 토끼, 쥐, 닭, 오리를 잡아먹는다.

## 특성
몽골늑대의 털은 황갈색이며, 등 뒤는 진한 검은색과 회색이 섞여 있다. 목, 가슴, 배, 다리 안쪽은 순백색이고 머리는 옅은 회갈색, 이마는 검회색을 띈다. 두개골은 유라시아늑대와 거의 닮았지만, 유라시아늑대에 비해 다리가 짧다.
털 색은 계절마다 다르다. 겨울 털은 허리와 꼬리가 검은색 또는 흰색, 담황색 등의 털이 섞여 있으며, 어깨에서 허리로 내려가는 털은 검은색과 흰색으로 되어 있다. 머리 아래의 털은 배와 다리 바깥쪽의 털처럼 희고 회색이 거의 없다. 때때로 앞다리에 다양한 명도의 어두운 줄무늬가 있을 수 있다. 귀는 창백한 회색 또는 짙은 황토색이다. 정수리와 턱은 검은색 얼룩의 줄무늬가 있으며, 이는 뺨 윗부분과 귀, 눈 아래까지 나 있다. 턱 색은 검정부터 흰색까지 다양하다. 겨울 털은 어깨 털이 100~120mm이고, 등 뒤는 70~80mm, 측면은 40~60mm 정도의 길이이다.

## 이주 및 서식지
1847년부터 1923년까지, 몽골늑대는 다양한 학명을 가지고 있었으며 러시아 극동 지역, 몽골, 한반도에 이르는 넓은 서식지를 가지고 있었다.
인도 북부나 네팔, 부탄, 중앙아시아에 서식하는 개체들은 현재 분류 논란이 있다. 개체수는 양호한 편이다.

## 위협
몽골늑대의 주요천적은  표범과 호랑이, 곰, 인간이다. 늑대는 지속적인 가축 약탈로 인한 큰 박해와 독 중독으로 인한 지속적인 위협에 처하고 있다. 서식지의 단편화로 인해, 결과적으로 지역의 장기 생존에 필요한 개체수에 비해 서식지가 작아지게 되었다. 몽골 지역의 늑대들은 털을 이용하기도 한다.
일제 강점기 조선에서는 호랑이, 표범, 곰, 멧돼지와 함께 사람에 해로운 동물로 몰려 구제당했다.

## 보호
현재 몽골, 키르기즈스탄, 우즈베키스탄, 투르크메니스탄, 러시아에서는 보호 지역을 제외하고는 보호 받지 못하고 있는 실정이다. 대한민국 지역의 야생늑대 개체군은 절멸한 것으로 간주되고 있으며 현재 한반도의 유일한 서식지는 북한의 개마고원이다. 대한민국의 멸종위기 야생생물 Ⅰ급으로 지정되어 있으나 이는 호랑이나 표범과 마찬가지로 동물원에 있는 개체들을 포함한 것이다.

## 같이 보기
- 회색늑대
- 히말라야늑대
- 아종
- 변종
- 품종
- 시베리아 호랑이
- 아무르 표범
- 아무르 삵